# Tegal Tirto
Tegal Tirto is een bestuurslaag in het regentschap Sleman van de provincie Jogjakarta, Indonesië. Tegal Tirto telt 11.391 inwoners (volkstelling 2010).